# Primera Divisió 2000-2001
La Primera Divisió 2000-2001 fu la sesta edizione del campionato andorrano di calcio, disputato tra il 16 settembre 2000 e il 20 maggio 2001 e si concluse con la vittoria del FC Santa Coloma, al suo primo titolo.

## Formula
Le squadre partecipanti furono 8 e il campionato venne diviso in due fasi. Nella prima parte della stagione le squadre si incontrarono in un turno di andata e ritorno per un totale di 14 partite. Le prime 4 furono inserite in un girone playoff mentre le rimanenti 4 giocarono in un girone al termine del quale l'ultima fu retrocessa in Segona Divisió.
La vincente fu qualificata alla Coppa UEFA 2001-2002 e la seconda alla Coppa Intertoto 2001.
Il Constelació Esportiva, campione uscente, fu escluso dal campionato per decisione della federazione.

## Squadre partecipanti
| Club                     | Città               | Posizione 1999-00 |
| ------------------------ | ------------------- | ----------------- |
| FC Lusitanos             | Andorra la Vella    | Segona Divisió    |
| FC Encamp                | Encamp              | 4°                |
| Sporting Club d'Escaldes | Escaldes-Engordany  | 7°                |
| Inter Club d'Escaldes    | Escaldes-Engordany  | 3°                |
| Deportivo La Massana     | La Massana          | Segona Divisió    |
| Principat                | Andorra la Vella    | 6°                |
| FC Santa Coloma          | Santa Coloma        | 2°                |
| UE Sant Julià            | Sant Julià de Lòria | 5°                |

Tutte le partite furono disputate nello Estadi Comunal d'Aixovall.

## Stagione regolare
|  | Pos. | Squadra                  | Pt | G  | V  | N | P | GF | GS | DR  |
|  | ---- | ------------------------ | -- | -- | -- | - | - | -- | -- | --- |
|  | 1.   | UE Sant Julià            | 36 | 14 | 12 | 0 | 2 | 47 | 16 | +31 |
|  | 2.   | FC Santa Coloma          | 31 | 14 | 9  | 4 | 1 | 29 | 14 | +15 |
|  | 3.   | Inter Club d'Escaldes    | 19 | 14 | 5  | 4 | 5 | 25 | 22 | +3  |
|  | 4.   | Principat                | 19 | 14 | 5  | 4 | 5 | 20 | 24 | -4  |
|  | 5.   | FC Encamp                | 18 | 14 | 5  | 3 | 6 | 25 | 29 | -4  |
|  | 6.   | FC Lusitanos             | 12 | 14 | 3  | 3 | 8 | 21 | 37 | -16 |
|  | 7.   | Deportivo La Massana     | 11 | 14 | 2  | 5 | 7 | 17 | 30 | -13 |
|  | 8.   | Sporting Club d'Escaldes | 8  | 14 | 1  | 5 | 8 | 21 | 33 | -12 |

Legenda:

      Ammessa ai play-off
      Ammessa ai play-out
Note:

Tre punti a vittoria, uno a pareggio, zero a sconfitta.

## Seconda fase
Le squadre mantengono i punti (indicati tra parentesi) conquistati contro le squadre del girone nella prima fase.

### Playoff
|                    | Pos. | Squadra               | Pt      | G | V | N | P | GF | GS | DR |
| ------------------ | ---- | --------------------- | ------- | - | - | - | - | -- | -- | -- |
| Andorra (bandiera) | 1.   | FC Santa Coloma       | 24 [11] | 6 | 4 | 1 | 1 | 15 | 6  | +9 |
|                    | 2.   | UE Sant Julià         | 22 [12] | 6 | 3 | 1 | 2 | 11 | 7  | +4 |
|                    | 3.   | Inter Club d'Escaldes | 12 [7]  | 6 | 1 | 2 | 3 | 5  | 11 | -6 |
|                    | 4.   | Principat             | 12 [7]  | 6 | 1 | 2 | 3 | 4  | 11 | -7 |

### Playout
|  | Pos. | Squadra                  | Pt     | G | V | N | P | GF | GS | DR  |
|  | ---- | ------------------------ | ------ | - | - | - | - | -- | -- | --- |
|  | 5.   | FC Lusitanos             | 19 [5] | 6 | 4 | 2 | 0 | 14 | 5  | +9  |
|  | 6.   | Sporting Club d'Escaldes | 16 [4] | 6 | 4 | 0 | 2 | 14 | 6  | +8  |
|  | 7.   | FC Encamp                | 12 [7] | 6 | 1 | 2 | 3 | 9  | 12 | -3  |
|  | 8.   | Deportivo La Massana     | 7 [5]  | 6 | 0 | 2 | 4 | 5  | 19 | -14 |

Legenda:

      Campione di Andorra e qualificato alla Coppa UEFA
      Qualificato alla Coppa Intertoto
      Retrocessa in Segona Divisió
Note:

Tre punti a vittoria, uno a pareggio, zero a sconfitta.

### Verdetti
- Campione di Andorra: FC Santa Coloma
- Qualificato alla Coppa UEFA: FC Santa Coloma
- Qualificato alla Coppa Intertoto: UE Sant Julià
- Retrocesse in Segona Divisió: Deportivo La Massana